# Liste der Kulturdenkmale in Langenreinsdorf

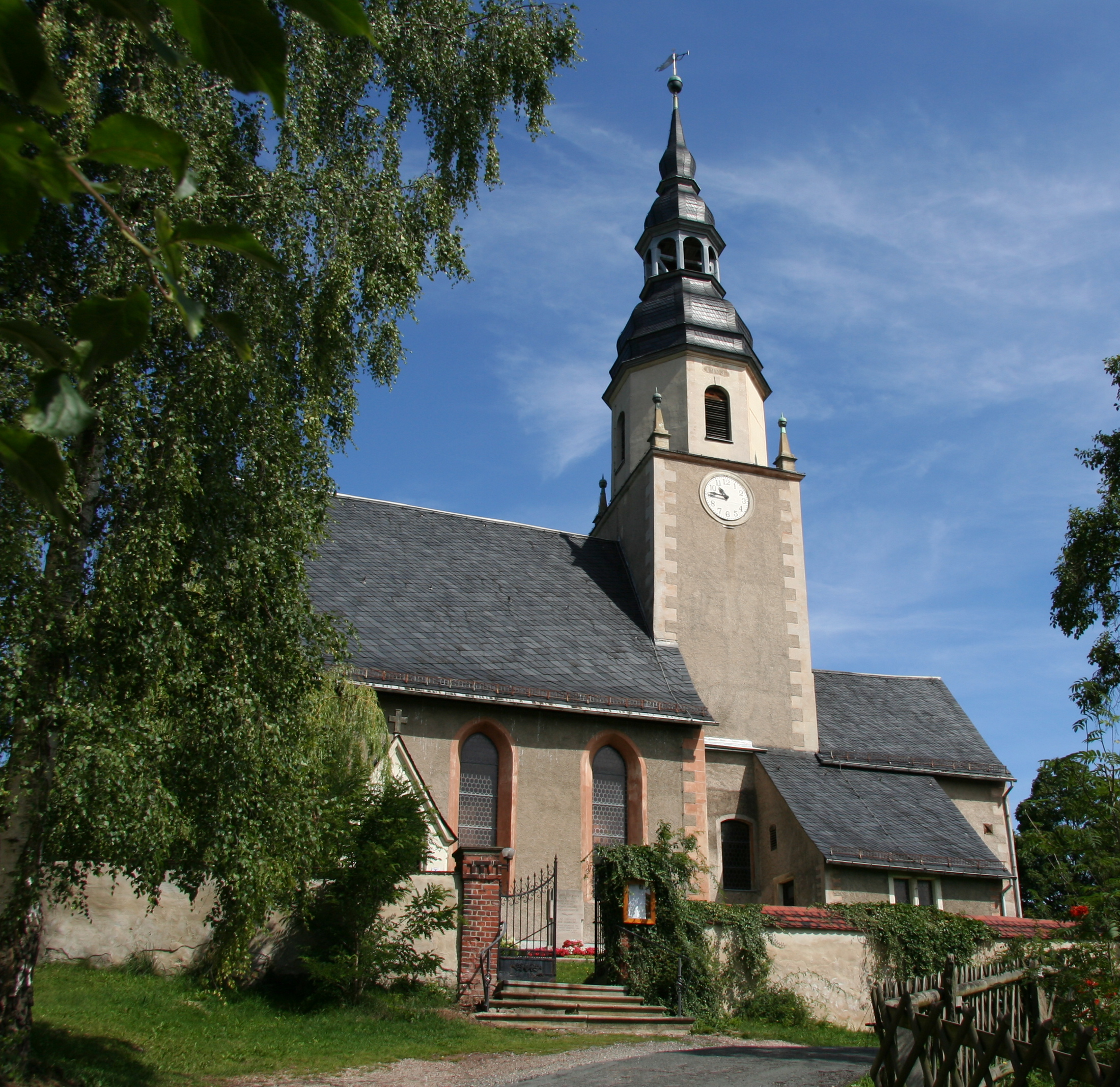
Kirche in Langenreinsdorf

Die Liste der Kulturdenkmale in Langenreinsdorf enthält die in der amtlichen Denkmalliste des Landesamtes für Denkmalpflege Sachsen ausgewiesenen Kulturdenkmale im Crimmitschauer Ortsteil Langenreinsdorf.

## Legende
- Bild: Bild des Kulturdenkmals, ggf. zusätzlich mit einem Link zu weiteren Fotos des Kulturdenkmals im Medienarchiv Wikimedia Commons. Wenn man auf das Kamerasymbol klickt, können Fotos zu Kulturdenkmalen aus dieser Liste hochgeladen werden:
- Bezeichnung: Denkmalgeschützte Objekte und ggf. Bauwerksname des Kulturdenkmals
- Lage: Straßenname und Hausnummer oder Flurstücknummer des Kulturdenkmals. Die Grundsortierung der Liste erfolgt nach dieser Adresse. Der Link (Karte) führt zu verschiedenen Kartendiensten mit der Position des Kulturdenkmals. Fehlt dieser Link, wurden die Koordinaten noch nicht eingetragen. Sind diese bekannt, können sie über ein Tool mit einer Kartenansicht einfach nachgetragen werden. In dieser Kartenansicht sind Kulturdenkmale ohne Koordinaten mit einem roten bzw. orangen Marker dargestellt und können durch Verschieben auf die richtige Position in der Karte mit Koordinaten versehen werden. Kulturdenkmale ohne Bild sind an einem blauen bzw. roten Marker erkennbar.
- Datierung: Baubeginn, Fertigstellung, Datum der Erstnennung oder grobe zeitliche Einordnung entsprechend des Eintrags in der sächsischen Denkmaldatenbank
- Beschreibung: Kurzcharakteristik des Kulturdenkmals entsprechend des Eintrags in der sächsischen Denkmaldatenbank, ggf. ergänzt durch die dort nur selten veröffentlichten Erfassungstexte oder zusätzliche Informationen
- ID: Vom Landesamt für Denkmalpflege Sachsen vergebene, das Kulturdenkmal eindeutig identifizierende Objekt-Nummer. Der Link führt zum PDF-Denkmaldokument des Landesamtes für Denkmalpflege Sachsen. Bei ehemaligen Kulturdenkmalen können die Objektnummern unbekannt sein und deshalb fehlen bzw. die Links von aus der Datenbank entfernten Objektnummern ins Leere führen. Ein ggf. vorhandenes Icon  führt zu den Angaben des Kulturdenkmals bei Wikidata.

## Langenreinsdorf
| Bild                                    | Bezeichnung                                                                                 | Lage                         | Datierung                 | Beschreibung | ID       |
| --------------------------------------- | ------------------------------------------------------------------------------------------- | ---------------------------- | ------------------------- | --- | -------- |
| Direkt Bild zu diesem Denkmal hochladen | Häuslerhaus                                                                                 | Berggasse 6 (Karte)          | um 1800                   | Sozialgeschichtlich und baugeschichtlich von Bedeutung, ein Fachwerkhaus. Fachwerk Obergeschoss, Erdgeschoss massiv, Satteldach, Erdgeschoss zu großes Fenster. | 09242943 |
| Weitere Bilder                          | Kirche mit Ausstattung und Reste der Friedhofsmauer                                         | Hauptstraße (Karte)          | 1. Hälfte 13. Jahrhundert | Baugeschichtlich, ortsgeschichtlich und künstlerisch von Bedeutung, ein im Barock überformter mittelalterlicher Sakralbau. Nach Bränden 1467 und 1515 verändert, 1908 restauriert, Chor vom Ursprungsbau aus 1. Hälfte 13. Jahrhundert, 1525 Turm, Chor mit Kreuzrippengewölbe, Felderdecke bemalt mit alt- und neutestamentlichen Szenen sowie Ornamenten, Brüstungen der umlaufenden Emporen mit biblischen Darstellungen, teilweise erneuert, vermutlich 18. Jahrhundert, Schnitzaltar um 1500, Predella mit Abendmahlsgemälde 17. Jahrhundert, Steinkanzel 16. Jahrhundert, spätgotisches Kruzifix, in Sakristei zwei Gemälde: Auferstehender und Gekreuzigter 1. Hälfte 18. Jahrhundert, Taufstein achteckig 1. Hälfte 16. Jahrhundert, drei Pfarrerbildnisse 18. Jahrhundert. | 09242946 |
| Direkt Bild zu diesem Denkmal hochladen | Scheune und Stallgebäude eines Dreiseithofes                                                | Hauptstraße 1h (Karte)       | um 1850                   | Wirtschaftsgeschichtlich von Bedeutung, Fachwerkbauten. Stall: Fachwerk Obergeschoss, Erdgeschoss massiv, dominante Lage. | 09242942 |
| Direkt Bild zu diesem Denkmal hochladen | Häuslerhaus                                                                                 | Hauptstraße 5 (Karte)        | um 1832                   | Sozialgeschichtlich und baugeschichtlich von Bedeutung, ein Fachwerkhaus. Mit nachträglichem Anbau von Zeit um 1929, teilweise massiv, Erdgeschoss massiv, mit Lehmstock, Obergeschoss Fachwerk, Holzdecke erhalten, wichtig für Ortsbild. | 09242947 |
| Direkt Bild zu diesem Denkmal hochladen | Wohnstallhaus, zwei Seitengebäude und Scheune eines Vierseithofes                           | Hauptstraße 10 (Karte)       | 2. Hälfte 18. Jahrhundert | Wirtschaftsgeschichtlich und baugeschichtlich von Bedeutung, Fachwerkbauten mit altertümlicher Fachwerkkonstruktion (V-Streben). Nicht besichtigt, Fachwerk Obergeschoss erhalten, Erdgeschoss alle massiv, Wohnhaus: Zahnschnittfries an Schwelle des Obergeschosses. | 09242948 |
| Direkt Bild zu diesem Denkmal hochladen | Wohnhaus eines Bauernhofes                                                                  | Hauptstraße 16 (Karte)       | um 1800                   | Sozialgeschichtlich und baugeschichtlich von Bedeutung, ein Fachwerkhaus. Erdgeschoss und Giebel massiv, wichtig für Ortsbild. | 09242949 |
| Direkt Bild zu diesem Denkmal hochladen | Scheune, Seitengebäude und Stallgebäude eines Vierseithofes                                 | Hauptstraße 18 (Karte)       | um 1800                   | Wirtschaftsgeschichtlich und baugeschichtlich von Bedeutung, geschlossen erhaltener Bauernhof von ortsbildprägender Wirkung, Fachwerkbauten. - Seitengebäude: Mit Durchfahrt, wahrscheinlich nachträglich verlängert, K-Streben, Erdgeschoss massiv, - Scheune: Fachwerk, - Stall: Erdgeschoss massiv, Tür im Obergeschoss, Kreuzgewölbe. | 09242950 |
| Direkt Bild zu diesem Denkmal hochladen | Seitengebäude eines Bauernhofes                                                             | Hauptstraße 24 (Karte)       | um 1750                   | Baugeschichtlich von Bedeutung, ein Fachwerkhaus. Kleine Bauernwirtschaft, wahrscheinlich ehemals Stall, Erdgeschoss massiv, Schiffchenkehlen an Schwelle, Streben gezapft, Garagenanbau geplant, ein Giebel massiv. | 09242951 |
| Direkt Bild zu diesem Denkmal hochladen | Scheune und Wohnstallhaus eines Vierseithofes                                               | Hauptstraße 28 (Karte)       | um 1700                   | Wirtschaftsgeschichtlich und baugeschichtlich von Bedeutung, zum Teil in Fachwerkbauweise. - Scheune: geblattete Kopfbänder, Giebel verschiefert, - Durchfahrtscheune, nicht besichtigt, Denkmalwert geprüft und bestätigt. | 09242953 |
| Direkt Bild zu diesem Denkmal hochladen | Scheune eines ehemaligen Vierseithofes                                                      | Hauptstraße 30 (Karte)       | um 1900                   | Wirtschaftsgeschichtlich von Bedeutung, ein Putzbau mit Ziegelsteingliederung. Massiv, Ziegelmauerwerk und Putz. | 09242954 |
| Direkt Bild zu diesem Denkmal hochladen | Stallgebäude eines ehemaligen Vierseithofes                                                 | Hauptstraße 32 (Karte)       | um 1800                   | Wirtschaftsgeschichtlich und baugeschichtlich von Bedeutung, ein Fachwerkhaus mit Oberlaube zum Hof. Gezapfte Knaggen an der Laube, Erdgeschoss massiv unterfahren, Denkmalwert geprüft und bestätigt. | 09242955 |
| Direkt Bild zu diesem Denkmal hochladen | Seitenbäude eines Vierseithofes                                                             | Hauptstraße 34 (Karte)       | um 1800                   | Wirtschaftsgeschichtlich und baugeschichtlich von Bedeutung, ortsbildprägender Fachwerkbau (der massive Giebel mit Putzgliederung). Erdgeschoss und ein Giebel teilweise massiv, reich gestaltete Tordurchfahrt mit Kassettentor. | 09242956 |
|                                         | Pfarrhaus, Wohnstallhaus auf dem Pfarrhof und Durchfahrtscheune zum Pfarrhof                | Hauptstraße 38; 40 (Karte)   | im Innern bezeichnet 1719 | Im Barock errichtetes Bauensemble in Fachwerkbauweise, sehr alte Scheune (Kopfstreben), ortsgeschichtlich und baugeschichtlich von Bedeutung. - Pfarrhaus: Erdgeschoss massiv, Obergeschoss Fachwerk, teilweise auch im Erdgeschoss Fachwerk, Holzeinschubdecke mit Datierung, - Scheune: Datiert mit lateinischer Inschrift, geblattete Kopfstreben, gebeilte Balken, - Wohnstallhaus: Alte Fenster, gezapfte Streben, liegt auf Pfarrhof. | 09242958 |
| Direkt Bild zu diesem Denkmal hochladen | Ehemaliges Wohnstallhaus, jetzt Seitengebäude eines Vierseithofes                           | Hauptstraße 44 (Karte)       | um 1700                   | Hausgeschichtlich und baugeschichtlich von Bedeutung, ein Fachwerkhaus mit altertümlicher Fachwerkkonstruktion (geschweifte Andreaskreuze, K-Streben, Kopfstreben). Mit Zahnschnittfries an Schwelle Obergeschoss und Giebel, geschweifte Andreaskreuze, geblattete Kopfbänder, Rautenornament im Giebeldreieck, K-Streben, Erdgeschoss massiv unterfahren, wahrscheinlich um eine Etage Haus gehoben, traufseitiger Anbau, Satteldach, alte Fenstergröße erhalten, wichtiges Gebäude durch seltene und qualitätvolle Fachwerkkonstruktion, liegt nahe der Kirche, nur Wohnstallhaus (Seitengebäude) Denkmal, die anderen Gebäude des Vierseithofes kein Denkmal. | 09242959 |
| Direkt Bild zu diesem Denkmal hochladen | Stallgebäude eines Vierseithofes                                                            | Hauptstraße 48 (Karte)       | um 1800                   | Wirtschaftsgeschichtlich von Bedeutung, ortsbildprägender Fachwerkbau. Fachwerk Obergeschoss, Erdgeschoss massiv, Krüppelwalmdach, originale Fenster, zum Teil Schiebefenster, guter Bauzustand, wichtig für Ortsbild. | 09242960 |
| Direkt Bild zu diesem Denkmal hochladen | Häuslerhaus                                                                                 | Hauptstraße 55 (Karte)       | 2. Hälfte 18. Jahrhundert | Sozialgeschichtlich und baugeschichtlich von Bedeutung, ortsbildprägender Fachwerkbau. Fachwerk Obergeschoss, Erdgeschoss massiv, ein Giebel massiv, ein Giebel verschiefert, Satteldach. | 09242961 |
| Direkt Bild zu diesem Denkmal hochladen | Stallgebäude eines Vierseithofes                                                            | Hauptstraße 82 (Karte)       | um 1800                   | Wirtschaftsgeschichtlich von Bedeutung, ein Fachwerkbau. Fachwerk Obergeschoss, Erdgeschoss massiv, Giebeldreieck verschiefert, Krüppelwalmdach, wichtig für Ortsbild. | 09242962 |
| Direkt Bild zu diesem Denkmal hochladen | Stallgebäude eines Vierseithofes                                                            | Hauptstraße 84 (Karte)       | um 1750                   | Wirtschaftsgeschichtlich und baugeschichtlich von Bedeutung, ortsbildprägender Fachwerkbau mit altertümlicher Fachwerkkonstruktion (Thüringer Leiter). Fachwerk Obergeschoss, Erdgeschoss und ein Giebel massiv, Satteldach, originale Fenster, wichtig für Ortsbild. | 09242963 |
| Direkt Bild zu diesem Denkmal hochladen | Stallgebäude eines Vierseithofes                                                            | Hauptstraße 86a (Karte)      | um 1800                   | Wirtschaftsgeschichtlich und baugeschichtlich von Bedeutung, ortsbildprägender Fachwerkbau. Erdgeschoss teilweise massiv, teilweise Fachwerk, Fachwerk Obergeschoss, Krüppelwalmdach, guter Bauzustand. | 09242964 |
| Direkt Bild zu diesem Denkmal hochladen | Wohnstallhaus, Scheune und Stallgebäude eines Vierseithofes                                 | Hauptstraße 101 (Karte)      | um 1750 (Wohnstallhaus)   | Wirtschaftsgeschichtlich und baugeschichtlich von Bedeutung, Fachwerkbauten. - Wohnhaus: Fachwerk Obergeschoss, Erdgeschoss massiv unterfahren, Satteldach, Schiffchenkehlen in Schwelle, vermutlich ehemals Umgebindehaus, ein Giebel massiv, 1658 von Hans Fritzsche erbaut, heutige Bausubstanz um 1750, - Stallgebäude: Erdgeschoss massiv, Fachwerk Obergeschoss, Krüppelwalmdach, Tür im Obergeschoss, - Scheune: Durch Kniestock vergrößert, ein Giebel massiv um 1900. | 09242965 |
| Direkt Bild zu diesem Denkmal hochladen | Wohnstallhaus, Scheune und zwei Seitengebäude eines Vierseithofes                           | Hauptstraße 103 (Karte)      | 1. Hälfte 18. Jahrhundert | Wirtschaftsgeschichtlich und baugeschichtlich von Bedeutung, selten geschlossen erhaltener Bauernhof, das Wohnhaus mit altertümlicher Fachwerkkonstruktion (Wilder-Mann-Figur), die ortsbildprägende Scheune mit Kopfstreben. - Scheune: Satteldach, an Straßenseite doppelte geblattete Kopfstreben, verschiedene Bauphasen, - Wohnhaus: Fachwerk Obergeschoss, Erdgeschoss und beide Giebel massiv, K-Streben am Fachwerk Obergeschoss Hofseite, Satteldach, - Zwei Seitengebäude: Fachwerk Obergeschoss, Erdgeschoss massiv, Satteldach. | 09242966 |
| Direkt Bild zu diesem Denkmal hochladen | Wohnhaus (Umgebindehaus) und Seitengebäude eines Zweiseithofes                              | Hauptstraße 105 (Karte)      | um 1750                   | Sozialgeschichtlich und baugeschichtlich von Bedeutung, Fachwerkbauten, das Wohnhaus ein Umgebindehaus (Seltenheitswert) mit strebenreichem Fachwerk-Obergeschoss. - Wohnhaus: Fachwerk Obergeschoss, Erdgeschoss Fachwerk, Umgebindehaus mit gezapften Kopfbändern, Bohlenstube eventuell erhalten, guter Zustand, Satteldach, Giebel verkleidet, - Seitengebäude: Erdgeschoss massiv, Fachwerk Obergeschoss, Garageneinbau, Satteldach. | 09242967 |
| Direkt Bild zu diesem Denkmal hochladen | Zwei Seitengebäude und Scheune eines Vierseithofes                                          | Hauptstraße 106 (Karte)      | vor 1800                  | Wirtschaftsgeschichtlich und baugeschichtlich von Bedeutung, ortsbildprägende Fachwerkbauten. Erdgeschoss massiv, Scheune: ein Giebel teilweise massiv, teilweise verbrettert, alle Satteldächer, alle in gutem Bauzustand. | 09242968 |
| Direkt Bild zu diesem Denkmal hochladen | Ehemaliges Wohnstallhaus, Seitengebäude und Scheune eines Vierseithofes                     | Hauptstraße 108 (Karte)      | 1738                      | Baugeschichtlich von Bedeutung, ortsbildprägende Fachwerkgebäude. Fachwerk Obergeschoss, leicht überkragende Schwelle mit Schiffchenkehle, Erdgeschoss massiv, geteilte Tür, ursprünglich Umgebindehaus, gezapfte Streben im Obergeschoss, Satteldach überkragend, Giebel verkleidet. | 09242969 |
| Direkt Bild zu diesem Denkmal hochladen | Zwei Seitengebäude und Scheune eines Vierseithofes                                          | Hauptstraße 110 (Karte)      | um 1800                   | Wirtschaftsgeschichtlich und baugeschichtlich von Bedeutung, ortsbildprägende Fachwerkbauten. Die Scheune mit massiver Giebelwand mit Ziegelsteingliederung. | 09301252 |
| Direkt Bild zu diesem Denkmal hochladen | Stallgebäude eines ehemaligen Vierseithofes                                                 | Hauptstraße 112 (Karte)      | um 1880                   | Wirtschaftsgeschichtlich von Bedeutung. Massives Gebäude, Satteldach, leichte Veränderungen durch Modernisierung. | 09242970 |
| Direkt Bild zu diesem Denkmal hochladen | Häuslerhaus                                                                                 | Hauptstraße 115 (Karte)      | um 1750                   | Sozialgeschichtlich und baugeschichtlich von Bedeutung, ortsbildprägendes Fachwerkhaus. Erdgeschoss massiv, Fachwerk Obergeschoss, Satteldach, nachträglicher Balkonanbau an Traufseite, zu große Fenster im Erdgeschoss, Schwelle abgefast, leicht vorkragend, wahrscheinlich ehemals Umgebindehaus. | 09242971 |
| Direkt Bild zu diesem Denkmal hochladen | Wohnstallhaus (Umgebindehaus), Seitengebäude und Scheune eines ehemaligen Vierseithofes     | Hauptstraße 120; 122 (Karte) | um 1700                   | Einst geschlossen erhaltener Bauernhof, wirtschaftsgeschichtlich und baugeschichtlich von Bedeutung, ortsbildprägende Fachwerkbauten, das Wohnhaus ein Umgebindehaus mit altertümlicher Fachwerkkonstruktion (Wilder-Mann-Figur). - Wohnhaus: Umgebindehaus, Ständer mit gezapften Kopfbändern, Fachwerk Obergeschoss mit K-Streben, Rautenornament im Giebeldreieck, Satteldach, Bohlenstube vermutlich erhalten, - Ein Stallgebäude (Straßenseite): Ein Giebel und Erdgeschoss massiv, Fachwerk Obergeschoss, wichtig für Ortsbild. | 09242973 |
| Direkt Bild zu diesem Denkmal hochladen | Wohnstallhaus, Scheune und Stall eines Vierseithofes                                        | Hauptstraße 140; 142 (Karte) | 2. Hälfte 18. Jahrhundert | Wirtschaftsgeschichtlich und baugeschichtlich von Bedeutung, Fachwerkbauten, das Wohnhaus mit altertümlicher Fachwerkkonstruktion (V-Streben). Stall: Mit Heuaufzug. | 09242974 |
| Direkt Bild zu diesem Denkmal hochladen | Ehemaliges Wohnstallhaus (Umgebindehaus) eines Vierseithofes                                | Hohe Straße 2 (Karte)        | um 1680                   | Hausgeschichtlich und baugeschichtlich von Bedeutung. Ein für die Region charakteristisches Umgebindehaus, mit altertümlicher Fachwerk-Konstruktion, Obergeschoss mit geschweiften Andreaskreuzen und geblattete Kopfstreben, Schiffchenkehlen an Schwelle. Mit erhaltener Bohlenstube, gezapfte Kopfbänder am Umgebinde im Erdgeschoss mit Eselsrückenmotiv, paarweise stehenden Ständern im Erdgeschoss, Obergeschoss Fachwerk – geschweifte Andreaskreuze, geblattete Kopfbänder, Schiffchenkehlen an Schwelle, Haus nachträglich verlängert, hier andere Fachwerkkonstruktion – K-Streben (halber Mann), damit Erweiterung vermutlich in erster Hälfte 18. Jahrhundert. Bohlenstube: Lehmstrich an Außenwänden, Holzeinschubdecke mit Schiffchenkehlen und flachen Unterzügen, eventuell also spätere Decke, Erdgeschoss Schwelle auf Bruchstein, traufseitige Erweiterung, dadurch Frackdach, Giebel verkleidet, ehemaliges Gasthaus. | 09242975 |
| Direkt Bild zu diesem Denkmal hochladen | Wohnstallhaus und Stallgebäude eines Vierseithofes                                          | Hohe Straße 3 (Karte)        | um 1800                   | Baugeschichtlich von Bedeutung, ortsbildprägende Fachwerkbauten. Fachwerk Obergeschoss, Erdgeschoss massiv, Giebel verkleidet, nicht besichtigt, Scheune (kein Denkmal) vor 2003 abgebrochen und durch Neubau ersetzt. | 09242976 |
| Direkt Bild zu diesem Denkmal hochladen | Stallgebäude eines Vierseithofes                                                            | Hohe Straße 4 (Karte)        | um 1800                   | Baugeschichtlich von Bedeutung. Erdgeschoss massiv, wahrscheinlich unterfahren, Giebel massiv, wichtig für Ortsbild. | 09242977 |
| Direkt Bild zu diesem Denkmal hochladen | Wohnstallhaus, Scheune und Stallgebäude eines Vierseithofes                                 | Hohe Straße 5 (Karte)        | 1786                      | Wirtschaftsgeschichtlich und baugeschichtlich von Bedeutung, Fachwerkbauten. - Wohnhaus (saniert): Giebel zur Dorfstraße massiv, architektonisch gut gestaltet um 1900, Holzdecke der Biehlernen Stube erhalten, - Stall (unsaniert): Schiebefenster. | 09242978 |
| Direkt Bild zu diesem Denkmal hochladen | Wohnstallhaus und Scheune eines Vierseithofes                                               | Hohe Straße 6 (Karte)        | um 1700                   | Wirtschaftsgeschichtlich, baugeschichtlich und hausgeschichtlich von Bedeutung, Fachwerkbauten mit altertümlicher Fachwerkkonstruktion, das Wohnhaus mit Wilder-Mann-Figur, die Scheune mit Kopfstreben. Wohnhaus: K-Streben, alle Holzverbindungen gezapft, Erdgeschoss massiv unterfahren um 1911, auch Giebel massiv, aber Fachwerk dort erhalten, Schiffchenkehlen an Schwelle, Holzdecke in Stube erhalten, feldseitige Traufseite massiv. | 09242979 |
| Direkt Bild zu diesem Denkmal hochladen | Wohnstallhaus, Stallgebäude, Durchfahrtscheune, Scheune und Toreinfahrt eines Vierseithofes | Rudelswalder Straße 1        |                           | | 09242944 |
| Direkt Bild zu diesem Denkmal hochladen | Häuslerhaus                                                                                 | Zur Zigeunerfichte 2 (Karte) | um 1800                   | Sozialgeschichtlich und baugeschichtlich von Bedeutung, ein Fachwerkhaus. Fachwerk Obergeschoss, Giebel verbrettert, Giebeldreieck verkleidet, Erdgeschoss massiv unterfahren, Krüppelwalmdach, Wetterschrägen am Giebel. | 09242945 |